# Titularbistum Siccesi
Siccesi ist ein Titularbistum der  römisch-katholischen Kirche.
Es geht auf einen untergegangenen Bischofssitz in der gleichnamigen antiken Stadt, die in der römischen Provinz Mauretania Caesariensis lag, zurück. Die antike Stadt ist vermutlich mit den Ruinen von Takembrit im heutigen Algerien zu identifizieren.
| Titularbischöfe von Siccesi |                          |                                        |                  |                   |
| Nr.                         | Name                     | Amt                                    | von              | bis               |
| 1                           | William Patrick O’Connor | emeritierter Bischof von Madison (USA) | 18. Februar 1967 | 31. Dezember 1970 |
| 2                           | James Stephen Sullivan   | Weihbischof in Lansing (USA)           | 25. Juli 1972    | 29. März 1985     |
| 3                           | Enrique San Pedro SJ     | Weihbischof In Galveston-Houston (USA) | 1. April 1986    | 13. August 1991   |
| 4                           | Karel Herbst SDB         | Weihbischof in Prag (Tschechien)       | 19. Februar 2002 |                   |